# Чемпионат Татарстана по футболу
Чемпионат Татарстана по футболу — ежегодный футбольный турнир любительских команд республики Татарстан, проводящийся в рамках четвёртого дивизиона России по футболу.
Основан в 1970 году под названием «Чемпионат Татарской АССР», после распада СССР в 1993 году был переименован в «Чемпионат республики Татарстан». Проводится под эгидой Федерации футбола республики Татарстан, которая в свою очередь подчиняется РФС.

## Структура проведения
Чемпионат республики состоит из системы лиг: Высшая лига (наивысшая в иерархии), Первая лига и Вторая лига. Победитель Высшей лиги имеет право сыграть в МФС «Приволжье» Третьего дивизиона.
Каждый год чемпион республики играет матч за Суперкубок с обладателем Кубка РТ. Зимой проводится «Зимний чемпионат РТ». Также в феврале проводится Кубок ФФРТ среди команд ПФЛ (ФНЛ-2).

## Призёры чемпионата Татарстана
| Год  | Победитель               | Серебряный призёр         | Бронзовый призёр          |
| ---- | ------------------------ | ------------------------- | ------------------------- |
| 1993 | (неизвестно)             | (неизвестно)              | (неизвестно)              |
| 1994 | (неизвестно)             | (неизвестно)              | (неизвестно)              |
| 1995 | (неизвестно)             | (неизвестно)              | (неизвестно)              |
| 1996 | «Факел» Набережные Челны | «Старт» Заинск            | «Энергетик» Бугульма      |
| 1997 | «Волга» Васильево        | «Нефтяник» Бавлы          | «Мензеля» Мензелинск      |
| 1998 | (неизвестно)             | (неизвестно)              | (неизвестно)              |
| 1999 | «Нефтехимик» Нижнекамск  | «Стрела» Казань           | «Аверс» Чистополь         |
| 2000 | (неизвестно)             | (неизвестно)              | (неизвестно)              |
| 2001 | КАМАЗ-Д Набережные Челны | «Арсенал» Нижнекамск      | «Нефтяник» Бугульма       |
| 2002 | КАМАЗ-Д Набережные Челны | «Позис» Зеленодольск      | «Нефтяник» Бугульма       |
| 2003 | «Искра» Казань           | «Нефтяник» Бугульма       | «Ново-Заречье» Казань     |
| 2004 | ФК «Чистополь»           | «Нефтяник» Бугульма       | «Позис»-2 Зеленодольск    |
| 2005 | «Авангард» Зеленодольск  | ННПЗ Нижнекамск           | «Нефтяник» Бугульма       |
| 2006 | «Бугульма-Рунако»        | «Авангард» Зеленодольск   | «Шинник» Нижнекамск       |
| 2007 | «Шинник» Нижнекамск      | «Авангард» Зеленодольск   | «Нефтяник» Бугульма       |
| 2008 | «Авангард» Зеленодольск  | «Шинник» Нижнекамск       | «Нефтяник» Бугульма       |
| 2009 | «Шинник» Нижнекамск      | «Нефтеград» Альметьевск   | «Нефтяник» Бугульма       |
| 2010 | «Шинник» Нижнекамск      | «ТароЛайт» Казань         | «Рубин»-2 Казань          |
| 2011 | «Шинник» Нижнекамск      | ДЮСШ «Спутник» Агрыз      | «ТароЛайт» Казань         |
| 2012 | «Шинник» Нижнекамск      | ФК «Зеленодольск»         | «Бугульма-Рунако»         |
| 2013 | «Бугульма-Рунако»        | ФК «Зеленодольск»         | «Шинник» Нижнекамск       |
| 2014 | «Бугульма-Рунако»        | «Мотор» Казань            | «Рубин»-М Казань          |
| 2015 | «Шинник» Нижнекамск      | «Бугульма-Рунако»         | (неизвестно)              |
| 2016 | ФК «Зеленодольск»        | «Шинник» Нижнекамск       | «Бугульма-Рунако»         |
| 2017 | «Бугульма-Рунако»        | «Шинник» Нижнекамск       | Мотор Академия            |
| 2018 | «Бугульма-Рунако»        | «Шинник» Нижнекамск       | «Энергетик» Бугульма      |
| 2019 | «Бугульма-Рунако»        | «Делин» Ижевск            | «Энергетик» Бугульма      |
| 2020 | «Авангард» Зеленодольск  | «Нефтехимик-Д» Нижнекамск | «Смена» Казань            |
| 2021 | «Нэфис» Казань           | «Нефтяник» Бугульма       | «Шинник» Нижнекамск       |
| 2022 | «Нэфис» Казань           | «Динамо-Делин» Ижевск     | «Сокол» Казань            |
| 2023 | «Сокол» Казань           | «Алабуга» Елабуга         | «Максат-Казэнерго» Казань |
| 2024 | «Стрела» Казань          | «Алабуга» Елабуга         | «Нэфис» Казань            |

## Победители и финалисты Кубка Татарстана
| Год  | Победитель                   | Финалист                   | Счет           |
| ---- | ---------------------------- | -------------------------- | -------------- |
| 1996 | «Волга» Васильево            | (неизвестно)               | (неизвестно)   |
| 1997 | «Эдельвейс» Казань           | «Нефтяник» Бугульма        | 2:1            |
| 1998 | «Рубин» Казань               | «Нефтехимик» Нижнекамск    | 2:1            |
| 1999 | «Нефтехимик» Нижнекамск      | (неизвестно)               | (неизвестно)   |
| 2000 | КАМАЗ-Д Набережные Челны     | «Арсенал» Нижнекамск       | 3:2            |
| 2001 | «Арсенал» Нижнекамск         | «Нефтехимик» Нижнекамск    | 2:1            |
| 2002 | «Искра» Казань               | «Сатурн» Набережные Челны  | 1:0            |
| 2003 | «Нефтяник» Бугульма          | «КАМАЗ»-2 Набережные Челны | 2:1            |
| 2004 | «Нефтехимик» Нижнекамск      | «Нефтяник» Бугульма        | 3:1            |
| 2005 | «Авангард» Зеленодольск      | ННПЗ Нижнекамск            | 0:0 (4:2 пен.) |
| 2006 | «Авангард» Зеленодольск      | «Нефтяник» Бугульма        | 3:0            |
| 2007 | «Шинник» Нижнекамск          | «Эстар» Набережные Челны   | 2:0            |
| 2008 | «Шинник» Нижнекамск          | «Авангард» Зеленодольск    | 3:3 (2:1 пен.) |
| 2009 | «Шинник» Нижнекамск          | «Таролайт» Казань          | 2:1            |
| 2010 | «ТароЛайт» Казань            | «Шинник» Нижнекамск        | 1:1 (1:0 д.в.) |
| 2011 | «ТароЛайт» Казань            | ДЮСШ «Спутник» Агрыз       | 5:1            |
| 2012 | «КАМАЗ»-М Набережные Челны   | «Шинник» Нижнекамск        | 1:0            |
| 2013 | «Бугульма-Рунако»            | «Елабуга-Эссен»            | 3:0            |
| 2014 | «Елабуга-Эссен»              | «Шинник» Нижнекамск        | 2:1            |
| 2015 | «КАМАЗ»-М Набережные Челны   | «Бугульма-Рунако»          | 2:1            |
| 2016 | «Бугульма-Рунако»            | «Мотор» Академия           | 2:0            |
| 2017 | «Строитель» Набережные Челны | «Мотор» Академия           | 1:0            |
| 2018 | «Бугульма-Рунако»            | «Шинник» Нижнекамск        | 2:0            |
| 2019 | «Энергетик» Бугульма         | «Бугульма-Рунако»          | 2:2 (3:1 пен.) |
| 2020 | «Смена» Казань               | «Нефтехимик-Д» Нижнекамск  | 2:1            |
| 2021 | «Эверест» Высокая Гора       | СШ Альметьевска            | 3:0            |
| 2022 | «Нэфис» Казань               | «Алабуга» Елабуга          | 3:1            |
| 2023 | «Сокол» Казань               | «Нэфис» Казань             | 1:1 (6:5 пен.) |
| 2024 | «Стрела» Казань              | «Элмет» Альметьевск        | 2:1            |

## Победители и финалисты Суперкубка Татарстана
| Год  | Победитель                 | Финалист                     | Счет           |
| ---- | -------------------------- | ---------------------------- | -------------- |
| 2011 | «Таролайт» Казань          | «Шинник» Нижнекамск          | 4:2            |
| 2012 | «Шинник» Нижнекамск        | ДЮСШ «Спутник» Агрыз         | 1:1 (5:3 пен.) |
| 2013 | «Шинник» Нижнекамск        | «КАМАЗ»-М Набережные Челны   | 2:1            |
| 2014 | «Бугульма-Рунако»          | ФК «Зеленодольск»            | 3:0            |
| 2015 | «Бугульма-Рунако»          | «Елабуга-ЭССЕН»              | 0:0 (5:3 пен.) |
| 2016 | «КАМАЗ»-М Набережные Челны | «Шинник» Нижнекамск          | 1:0            |
| 2017 | ФК «Зеленодольск»          | «Бугульма-Рунако»            | 2:0            |
| 2018 | «Бугульма-Рунако»          | «Мотор» Академия             | 3:1            |
| 2019 | «Бугульма-Рунако»          | «Шинник» Нижнекамск          | 3:0            |
| 2020 | не проводился*             | не проводился*               | не проводился* |
| 2021 | «Смена» Казань             | СШ № 3-Авангард Зеленодольск | 3:1            |
| 2022 | «Эверест» Высокая Гора     | «Нэфис» Казань               | 1:0            |
| 2023 | «Нэфис» Казань             | «Сокол» Казань               | 2:1            |
| 2024 | «Алабуга» Елабуга          | «Нэфис» Казань               | 1:0            |

* Розыгрыш суперкубка был отменен в связи с пандемией COVID-19

## Призёры зимнего чемпионата Татарстана
| Год  | Золото                     | Серебро                           | Бронза                         |
| ---- | -------------------------- | --------------------------------- | ------------------------------ |
| 2016 | «Мотор» Академия           | «Бугульма-Рунако»                 | «Шинник» Нижнекамск            |
| 2017 | «Мотор» Академия           | ФК «Зеленодольск»                 | «КАМАЗ»-М Набережные Челны     |
| 2018 | «Мотор» Академия           | «Нефтеград» Альметьевск           | «Строитель» Набережные Челны   |
| 2019 | «Рубин»-2 Казань           | «Нефтеград» Альметьевск           | «КАМАЗ»-М Набережные Челны     |
| 2020 | «Нефтехимик»-2 Нижнекамск  | «Рубин»-2 Казань                  | «КАМАЗ»-М Набережные Челны     |
| 2021 | «Смена» Казань             | «Нефтехимик»-2 Нижнекамск         | «Савиново» Казань              |
| 2022 | «Нэфис» Казань             | СШОР Вахитовского района (Казань) | «Нефтехимик»-2 Нижнекамск      |
| 2023 | «Нэфис» Казань             | «Сокол» Казань                    | «Профкам СРВ» Набережные Челны |
| 2024 | «Интеллигент Строй» Казань | «Барс» Набережные Челны           | «Стрела» Казань                |

## Призёры Кубка ФФРТ
(до 2022 года — Кубок ФФРТ среди команд клубов ПФЛ, в 2022 году — Кубок ФФРТ среди команд ФНЛ-2)
| Год  | Золото                   | Серебро               | Бронза                        |
| ---- | ------------------------ | --------------------- | ----------------------------- |
| 2017 | «КАМАЗ» Набережные Челны | «Зенит-Ижевск» Ижевск | «Волга» Ульяновск             |
| 2018 | «КАМАЗ» Набережные Челны | «Волга» Ульяновск     | «Уфа»-2                       |
| 2019 | «Волга» Ульяновск        | «Рубин»-2 Казань      | «Уфа»-2                       |
| 2020 | «Лада» Димитровград      | «Рубин»-2 Казань      | «Волна» Нижегородская область |
| 2021 | «Смена» Казань           | «Звезда» Пермь        | «Зенит-Ижевск»                |
| 2022 | «Нэфис» Казань           | «Спартак» Туймазы     | «Смена» Казань                |
| 2023 | «Нэфис» Казань           | «Сокол» Казань        | «Химик-Август» Вурнары        |
| 2024 | «Сокол» Казань           | «Акрон»-2 Тольятти    | «Динамо» Киров                |

### Комментарии
1. 1 2 3 4 5 6 7 8 9 10 11 12 13  В 2022 году «Смена» сменила название на «Сокол»[3].